# Симфонія № 4 (Прокоф'єв)
Симфонія № 4, до мажор  — симфонія Сергія Прокоф'єва, що має дві різні редакції — тв. 47 та тв. 112.
У першій редакції написана у 1929—1930 роках і вперше виконана у Парижі 14 листопада 1930 року Бостонським оркестром під керуванням С.Кусевицького до 30-річного ювілею цього оркестру. Подібно до попередньої симфонії, цей твір запозичує музичний матеріал зі сценічного твору С, Прокоф'єва — балету «Блудний син». Друга редакція була зроблена Прокоф'євим у 1947 році, незабаром після завершення Шостої симфонії.
В обидвох версіях симфонія складається з 4-х частин:
1. Andante — Allegro eroico
2. Andante tranquillo
3. Moderato, quasi allegretto
4. Allegro risoluto

Обидві версії написані для великого симфонічного оркестру (потрійний склад духових).
В першій редакції (ор.47) симфонія триває близько 27 хвилин, у другій (ор.112) — більше 40.